# John David Molson
John David Molson, né le 1er juin 1928 à Montréal dans la province de Québec au Canada et mort le 8 mai 2017, est un homme d'affaires canadien.

## Biographie
John David Molson a été président du club de hockey sur glace des Canadiens de Montréal de 1964 à 1972. Il a succédé à Hartland Molson et a été remplacé par Jacques Courtois. L'équipe a remporté la Coupe Stanley à cinq reprises alors qu'il était président (en 1965, en 1966, en 1968, en 1969 et en 1971).